# Under Satanæ
Under Satanæ es el noveno álbum de la banda portuguesa Moonspell, producido y publicado en 2007.
Este disco es una regrabación de su EP Under the Moonspell, su primera demo Anno Satanæ y el tema Serpent Angel, perteneciente a la demo publicada en 1992 bajo el nombre de Morbid God. 

## Listado de canciones
1. Halla Alle Halla Al Rabka Halla (Praeludium/Incantatum Solistitium)
2. Tenebrarum Oratorium (Andamento I/Erudit Compendyum)
3. Interludium/Incantatum Oequinoctum
4. Tenebrarum Oratorium (Andamento II/Erotic Compendyum)
5. Opus Diabolicum (Andamento III/Instrumental Compendyum)
6. Chorai Lusitânia! (Epilogus/Incantatam Maresia)
7. Goat on Fire
8. Ancient Winter Goddess
9. Wolves from the Fog
10. Serpent Angel

La canción Chorai Lusitânia! (Epilogus/Incantatam Maresia) fue la única que no fue regrabada.
- Datos: Q651302